# Плавання на літніх Олімпійських іграх 2020 — 1500 метрів вільним стилем (жінки)
Змагання з плавання на 1500 метрів вільним стилем серед жінок на літніх Олімпійських іграх 2020 відбулися 26 і 28 липня 2021 року в Олімпійському центрі водних видів спорту. Це була перша поява цієї дисципліни на Олімпійських іграх.

## Рекорди
Перед цими змаганнями чинні світовий і олімпійський рекорди були такими:
| Світовий рекорд     | Кейті Ледекі (USA) | 15:20.48 | Індіанаполіс, Сполучені Штати Америки | 16 травня 2018 | [ 2 ] |
| Олімпійський рекорд | Відбудеться вперше | —        | —                                     | —              | —     |

## Кваліфікація
Олімпійський кваліфікаційний норматив для цієї дисципліни становить 16 хвилин 32,04 секунди. За цим нормативом від кожного Національного олімпійського комітету (NOC) можуть автоматично кваліфікуватися щонайбільше дві плавчині, виконавши його на затверджених кваліфікаційних змаганнях. Норматив олімпійського відбору становить 17 хвилин 1,80 секунди. За цим нормативом від кожного НОК може кваліфікуватися щонайбільше одна плавчиня, що посідає досить високе місце у світовому рейтингу, поки не буде вичерпано квоту для всіх плавальних дисциплін. НОК, що ще не має плавчині в жодній дисципліні, може скористатися зі свого права на універсальну квоту.

## Формат змагань
Змагання складаються з двох раундів: попередні запливи та фінал. Плавчині, що показали 8 найкращих результатів у попередніх запливах, виходять до фіналу. У тому разі, коли на останнє місце потрапляння до фіналу претендують дві чи більше плавчині з однаковим часом, передбачено перепливання.

## Розклад
Змагання тривають два дні, кожен раунд наступного дня.
Вказано японський стандартний час (UTC + 9)
| Дата     | Час   | Раунд             |
| -------- | ----- | ----------------- |
| 26 липня | 20:32 | Попередні запливи |
| 28 липня | 11:54 | Фінал             |

## Результати

### Попередні запливи
Плавчині, що показали 8 найкращих результатів незалежно від запливу, виходять до фіналу.
| Місце | Заплив | Доріжка | Ім'я                      | Країна                           | Час      | Примітки |
| ----- | ------ | ------- | ------------------------- | -------------------------------- | -------- | -------- |
| 1     | 5      | 4       | Кейті Ледекі              | США (USA)                        | 15:35.35 | Q, OR    |
| 2     | 5      | 5       | Ван Цзяньцзяхе            | Китай (CHN)                      | 15:41.49 | Q, AS    |
| 3     | 4      | 3       | Еріка Салліван            | США (USA)                        | 15:46.67 | Q        |
| 4     | 4      | 4       | Сімона Квадарелла         | Італія (ITA)                     | 15:47.34 | Q        |
| 5     | 4      | 6       | Анастасія Кирпичникова    | Олімпійський комітет Росії (ROC) | 15:50.22 | Q, NR    |
| 6     | 5      | 3       | Сара Келер                | Німеччина (GER)                  | 15:52.67 | Q        |
| 7     | 4      | 5       | Медді Ґоф                 | Австралія (AUS)                  | 15:56.81 | Q        |
| 8     | 5      | 7       | Кіа Мелвертон             | Австралія (AUS)                  | 15:58.96 | Q        |
| 9     | 5      | 2       | Айна Кешей                | Угорщина (HUN)                   | 15:59.80 |          |
| 10    | 4      | 7       | Лі Бінцзє                 | Китай (CHN)                      | 15:59.92 |          |
| 11    | 4      | 1       | Мерве Тунджель            | Туреччина (TUR)                  | 16:00.51 |          |
| 12    | 3      | 6       | Вікторія Міхайварі-Фаркаш | Угорщина (HUN)                   | 16:02.26 |          |
| 13    | 4      | 2       | Мартіна Караміньйолі      | Італія (ITA)                     | 16:02.43 |          |
| 14    | 5      | 8       | Крістел Кобріх            | Чилі (CHI)                       | 16:09.09 |          |
| 15    | 5      | 1       | Мірея Бельмонте           | Іспанія (ESP)                    | 16:11.68 |          |
| 16    | 3      | 5       | Юлія Гасслер              | Ліхтенштейн (LIE)                | 16:12.55 |          |
| 17    | 3      | 1       | Деніз Ертан               | Туреччина (TUR)                  | 16:13.22 |          |
| 18    | 4      | 8       | Хімена Перес              | Іспанія (ESP)                    | 16:15.99 |          |
| 19    | 2      | 4       | Марлене Калер             | Австрія (AUT)                    | 16:20.05 |          |
| 20    | 3      | 3       | Вівіане Жунгблут          | Бразилія (BRA)                   | 16:21.29 |          |
| 21    | 1      | 4       | Катріна Белліо            | Канада (CAN)                     | 16:24.37 |          |
| 22    | 3      | 7       | Таміла Голуб              | Португалія (POR)                 | 16:25.16 |          |
| 23    | 3      | 2       | Діана Дурайнш             | Португалія (POR)                 | 16:29.15 |          |
| 24    | 2      | 5       | Беатріс Дізотті           | Бразилія (BRA)                   | 16:29.37 |          |
| 25    | 2      | 6       | Гелена Росендаль Бах      | Данія (DEN)                      | 16:29.56 |          |
| 26    | 2      | 3       | Їв Томас                  | Нова Зеландія (NZL)              | 16:29.66 |          |
| 27    | 3      | 4       | Селін Рідер               | Німеччина (GER)                  | 16:32.57 |          |
| 28    | 2      | 2       | Хан Та Кьон               | Південна Корея (KOR)             | 16:33.59 |          |
| 29    | 5      | 6       | Дельфіна Піньятьєло       | Аргентина (ARG)                  | 16:33.69 |          |
| 30    | 3      | 8       | Катя Файн                 | Словенія (SLO)                   | 16:35.92 |          |
| 31    | 2      | 7       | Гейлі Макінтош            | Нова Зеландія (NZL)              | 16:44.43 |          |
| 32    | 1      | 5       | Аріанна Валлоні           | Сан-Марино (SMR)                 | 16:54.64 |          |
| 33    | 1      | 3       | Саша Гатт                 | Мальта (MLT)                     | 16:57.47 |          |

### Фінал
| Місце | Доріжка | Ім'я                   | Країна                           | Час      | Примітки |
| ----- | ------- | ---------------------- | -------------------------------- | -------- | -------- |
| 1     | 4       | Кейті Ледекі           | США (USA)                        | 15:37.34 |          |
| 2     | 3       | Еріка Салліван         | США (USA)                        | 15:41.41 |          |
| 3     | 7       | Сара Келер             | Німеччина (GER)                  | 15:42.91 | NR       |
| 4     | 5       | Ван Цзяньцзяхе         | Китай (CHN)                      | 15:46.37 |          |
| 5     | 6       | Сімона Квадарелла      | Італія (ITA)                     | 15:53.97 |          |
| 6     | 8       | Кіа Мелвертон          | Австралія (AUS)                  | 16:00.36 |          |
| 7     | 2       | Анастасія Кирпичникова | Олімпійський комітет Росії (ROC) | 16:00.38 |          |
| 8     | 1       | Медді Ґоф              | Австралія (AUS)                  | 16:05.81 |          |